# 愛しのアイリーン
『愛しのアイリーン』（いとしのアイリーン）は、新井英樹の漫画。『ビッグコミックスピリッツ』（小学館）にて、1995年19号より1996年42号まで連載された。
「日本（の農村）の少子高齢化」「嫁不足」「外国人妻」「後継者問題」といった社会問題に真っ正面から取り組んだ作品。特に「国際結婚が内包している種々の問題」に対して丁寧に描写されている。終盤にかけては「夫婦の愛情」「母から子への愛情」などにテーマが広がっていき、最終的には「家族の愛」が描かれた。
小学館（ビッグコミックス）から単行本全6巻、後に大都社より全2巻で復刊された。2011年に太田出版より新たに描き下ろしたエピローグ（16ページ）を加えた新装版が上下巻で復刊されている。

## 概要
新井英樹の初の連載作品であった『宮本から君へ』の講談社のモーニングでの連載終了後、ライバル誌である小学館のスピリッツに場を移して連載をスタートさせた。新井本人は「とりあえず」「読み切りのつもりで」仕事を受けたと語っている。当時のスピリッツはバブル崩壊後とはいえ陽気な誌面イメージがあり、それを否定することにモチベーションを感じていたという。そのため、スピリッツ誌上では異様な存在となった。新井自身の私生活では連載中に「入籍」「妻の出産」などの出来事が起こり、そのことも作品に影響を与えた。
作中で舞台は明記されていないが、小諸などがイメージされている。執筆に際して実際に国際結婚相談所のフィリピン現地での見合いツアーに密着取材を行った。

## 物語
農家を営む老齢の両親と暮らす宍戸岩男。まもなく42歳を迎えるが、いまだに非モテの独身である。
一人息子を溺愛する母・ツルは、毎夜、一人寂しく自慰を行う岩男の姿を覗き見ており、なんとか嫁をもらえないものか心配をしている。見合い話を持ち出そうとはするが、岩男は頑として応じない。
そのような折、同僚の吉岡愛子から、誕生日プレゼントとしてゴリラのぬいぐるみと手紙をもらう。岩男はすっかり舞い上がり、彼女への恋愛感情を抱くようになる。しかし、吉岡愛子はその清楚で穏やかな見た目とは裏腹に、男性関係が非常に乱れていることを同僚の斉藤から知らされる。自身にとっての最後の恋、そして結婚のチャンスを確信していた岩男は、我を見失うほど取り乱し暴走してしまう。
そして岩男は思いを伝えるため、吉岡愛子の家へ行き告白をするが振られてしまう。このことがきっかけとなって、岩男は以前に社長からもちかけられた「フィリピン人との国際結婚」のことを思い出し、国際結婚斡旋会社を訪問、約300万円を費やし、フィリピン人のアイリーンと半ば自暴自棄に結婚を決める。当然、昔気質の母・ツルがそれを受け入れるわけもなく猛反対し、アイリーンに対し嫌悪と激しい怒りを示す。まともに口を聞かないばかりか暴力を振るい、猟銃を向けるなど殺意すら顕わにする。岩男は何とかアイリーンから好かれようと模索したり、ツルからも守ろうとはするが、女性の扱いに疎いためか、なかなかうまくいかない。また、ことあるごとに嫌がるアイリーンに性的関係を迫り続け、2人の気持ちも通じ合わない。そもそも言葉も通じず愛情もなく、なかば金で買ったような結婚関係もうまくいくはずがない。
そのような中、外国人女性を相手に女衒を営んでいると名乗る塩崎・ホセの2人組が現れる。ツルに金を渡し、強引にアイリーンを連れ出そうとするが、岩男はそれを食い止めるため、2人を思わず猟銃で撃ち抜いてしまう。岩男とアイリーンは塩崎とホセを山中に隠し、家に帰る。取り返しのつかないことをしてしまった恐怖と不安を共有するようになったためか、岩男とアイリーンはその日を境に結ばれるようになる。
一方、塩崎らの仲間から、岩男への嫌がらせが始まる。だんだんエスカレートしていく嫌がらせに、もともと気の小さい岩男は精神的に追い詰められていく。極度の不安からか次第に性欲も暴走を始め、アイリーンのみならず女性と見るや誰かれかまわず関係を求めるようになり、特に吉岡愛子とは何度も関係をもつようになっていく。毎日ビクビクしながら生きている岩男だが、この頃から日々、森に文字を刻み書き綴っていくようになっていた。
ある日、文字を書いている途中に足を滑らせてしまった岩男は後頭部を強打、そのまま死亡する。岩男が死の際まで書き綴っていた文字、それは「アイリーン」であった。数日後、アイリーンが岩男を発見、死体を見たツルはあまりのショックで気が動転して木に頭を打ち、言語障害と下半身不随を患ってしまう。アイリーンから介護を受けつつも、すべてはアイリーンがもたらした災厄だと信じるツルは、寝込みのアイリーンに包丁を向ける。しかし、誤って岩男の死体に包丁を突き立ててしまう。このことを悔い、ツルは死を決意する。アイリーンに姥捨てを求め、半ば脅迫に近い状態で自分を山へ運ばせるツルだったが、アイリーンから家に帰るよう説得される。しかし帰路の途中、アイリーンの中に宿っている岩男の子供を感じ取りながら、ツルは死を迎える。
5年後。アイリーンは別の男性と再婚していた。その腕の中にはその男性との間に出来た乳児がいる。そしてそこへ駆け寄ってきたもう一人の子供の姿があった。その子こそ、岩男とアイリーンの間に生まれた子供なのであった。

## 登場人物
宍戸岩男
宍戸本家の一人息子。42歳。山を隔てたパチンコ店スワンに勤務。体は人の倍近くあり怪力の持ち主でもあるが、おとなしく気が弱い。女性の扱いはまったく慣れておらず、きわめて純情である。アイリーンから好かれようと努力はするが、欲求を抑えきれず強引な態度に出て怯えられることが多い。精神的にやや未熟で弱い面があり、追い詰められたり大きなショックを受けると、大声を張り上げたり大暴れしたりと、興奮して暴走を始める傾向にある。暴走した際、入院してもおかしくないような大怪我を負うことも多々あるが、包帯を巻く程度で普通に生活できるほど丈夫な体をしている。
一人息子として育ったが、実は岩男の上に3人の兄あるいは姉が宍戸家に生まれていた。しかし、いずれも死産・早死をしている。そのこともあり、ツルは岩男を過度に溺愛している。
最初はアイリーンをただの性的対象としか見ていなかったが、時間とともに愛情が芽生えてくる様子が描写されている。
アイリーン・ゴンザレス
ゴンザレス家の次女。敬虔なクリスチャン。登場時は18歳だが容姿は実年齢よりもかなり幼く見える。タガログ語だけでなく英会話も可能。性格は、人懐っこくて明るくおおらかでよく笑う、家族思いでまじめだが頑固。姉がマニラで働いていたが海ヘビにかまれ死亡。その際、金がないことを理由に病院にすら連れて行ってもらえなかったこと、日本人と結婚して裕福になった村人を見たこと、などから国際結婚を希望。家族のために岩男との結婚を決意した。しかしやや世間知らずな面があり、自分の状況を頭では分かっているのだが気持ちが割り切れていない。マリーンからもそのことは何度も指摘されている。作中も悩みを抱えつづける姿が描かれる。
自分に対し偏見を持たない正宗や子供には心を開き、仲がよい。マリーンのもとで勉強したことで、後半ではカタコトだが日本語を話せるようになった。岩男が他界した後、一児を出産。その後再婚をして2児の母となる。
宍戸ツル
岩男の母。里子に出された後、宍戸本家へ嫁ぐ。岩男を異常ともいえるほど溺愛する。気が強く喧嘩っ早い性格で、猟銃やキセルを片手に暴れる姿がよく見受けられる。特に岩男に危害を加える者と、アイリーンに対しては非常に攻撃的である。目的のためには手段を選ばない狡猾な面がある。岩男には幸せになってもらいたいと心から願っており、嫁に求める要望は高い。古く固定観念的な考え方の持ち主であり、物語の舞台となる閉塞した山村を象徴するかのような人物。
宍戸源造
岩男の父。認知症が進行しており、まともな会話がほとんど通じない。岩男がアイリーンを連れて帰国した日（岩男とアイリーンが飛行機内にいた時刻）に老衰死。死の直前にはツルとの新婚旅行を思い出しており、木材を切り出して思い出のゆり椅子を作ろうとしていた。一時、まともな意識をもった際の台詞より、いつまでも親元から離れられない岩男を気にかけ、強く一人前の男になってほしいと思っていたことが読み取れる。享年75。
吉岡愛子
スワンに新しく入った従業員。23歳。離婚しており2歳の子どもがいる。兄夫婦と母親と暮らしている。男性関係は乱れており、斉藤以外の従業員とも関係がある。「一生のお願い」という言葉と強引で野性的な男性に弱いらしく、岩男にも少なからず好意を抱いているが、真剣な恋愛は苦手。アイリーンと結婚後の岩男には嫉妬心を見せる。終盤に別の男性とかけおちする。
マリーン
スナックひぐらしで働くフィリピン人。クリスチャンであるが自分の仕事を罪として懺悔し、割り切って働いている。大阪で働いていたため大阪弁で話す。日本人との恋愛の末にできた子供が故郷にいる。
アイリーンに日本語を教えただけでなく、よき相談相手でもあり世間知らずなアイリーンを諭すことが多い。また、岩男とアイリーンの関係を気にかけ、2人がうまくいくようアドバイスをするなど世話を焼いていた。終盤ではひぐらしへの摘発が入るとの情報が入ったため大阪へ夜逃げする。
塩崎裕次郎
女衒。相棒としてホセを連れている。格闘技にも長けており、いとも容易くアゴの関節を外すことができる。同性愛者。
良江
スワンの事務員。岩男に好意を抱いており、関係をもったことがある。
斉藤
スワンの従業員。女好きで軽い性格をしており、誰でも口説く。バツ2である。最近はフィリピン人バーに通い詰めている。おとなしくあまり口をきかない岩男と比較的会話をしている人物である。
正宗
龍昇寺の坊主。31歳。戒律に厳しくまじめで穏やかな性格をしている。ツルからも坊ちゃんと呼ばれ信頼されている。アイリーンとの相談や世間話をしている間に少なからず恋愛感情が芽生えたのか、ひそかに気持ちを伝えようとする場面もある。2人の仲を疑った岩男によって顔に傷をつけられ、アイリーンとは隔絶することになる。
真嶋琴美
当初、岩男と見合いをする予定だった女性。27歳。果樹園経営者の次女で漬物工場勤務。古風でまじめな性格をしているが、やや融通が利かない点も見受けられる。自動車の運転がきわめて下手である。岩男の結婚で一度は破談になった見合いだったが、ツルの計らいで再度、見合いをすることとなる（ただし当人同士は見合いとは思っていない）。
清二
源造の弟。源造の告別式に現れた岩男とアイリーンを叱責する。ツルと同じく閉鎖的な考えの持ち主。
八郎
源造と清二の義理の弟。宍戸家の中では穏健派であるが、入婿のためにツルや清二に頭が上がらない。

## 書籍情報
- 新井英樹『愛しのアイリーン』小学館・ビッグコミックス
  1. 岩男  1995.11
  2. 花嫁  1996.2
  3. 月光 1996.5
  4. 女人  1996.7
  5. 阿吽  1996.10
  6. 永劫  1997.1
- 『愛しのアイリーン 新装版』上下 太田出版 2011

## 実写映画
2018年2月、実写映画化が発表され、同年9月14日に公開された。監督は𠮷田恵輔、主演は安田顕。R15+指定。

### キャスト
- 宍戸岩男 - 安田顕
- アイリーン・ゴンザレス - ナッツ・シトイ
- 吉岡愛子 - 河井青葉
- マリーン - ディオンヌ・モンサント
- 正宗 - 福士誠治
- 宍戸源造 - 品川徹
- 竜野 - 田中要次
- 塩崎裕次郎 - 伊勢谷友介
- 宍戸ツル - 木野花
- 斉藤 - 古賀シュウ
- 真嶋琴美 - 桜まゆみ
- お見合い話を持ってくるおばあさん - 左時枝
- 内藤トモヤ、山岸門人、篠塚勝、富山えり子、ガンビーノ小林、三島ゆたか、加藤満、村上和成、平尾仁、上杉二美　ほか

### スタッフ
- 原作 - 新井英樹「愛しのアイリーン」（太田出版刊）
- 監督・脚本 - 𠮷田恵輔
- 音楽 - ウォン・ウィンツァン
- 主題歌 - 奇妙礼太郎「水面の輪舞曲」（WARNER MUSIC JAPAN / HIP LAND MUSIC CORPORATION）
- 企画 - 河村光庸
- プロデューサー - 佐藤順子、行実良、飯田雅裕
- アソシエイト・プロデューサー - 市山尚三、Bianca Balbuena、長井龍
- ラインプロデューサー - 古賀奏一郎
- 撮影 - 志田貴之
- 照明 - 斉藤徹
- 録音 - 川本七平
- 編集 - 下田悠
- 美術 - 丸尾和行
- 特殊メイク・特殊造型 - 藤原カクセイ
- ガンエフェクト - 早川光
- スタントコーディネーター - シャドウ・スタントプロダクション（柿添清、佐川正治）
- ロケ協力 - 新潟県フィルムコミッション協議会、長岡観光コンベンション協会、長岡フィルムコミッション
- 制作協力プロダクション - SS工房、Epicmedia Production
- 企画・制作・配給 - スターサンズ
- 製作幹事 - VAP
- 製作 - 「愛しのアイリーン」フィルムパートナーズ（VAP、スターサンズ、朝日新聞社）